# La sospecha
La sospecha é uma telenovela mexicana, produzida pela Televisa e exibida em 1961 pelo Telesistema Mexicano.

## Elenco
- Carlos López Moctezuma
- Patricia Morán
- Tony Carbajal
- Eduardo Fajardo
- Aurora Alvarado
- Nicolás Rodríguez